# Suutarinjärvi
Suutarinjärvi är en sjö i Finland. Den ligger i kommunen Limingo i landskapet Norra Österbotten, i den centrala delen av landet, 500 km norr om huvudstaden Helsingfors. Suutarinjärvi ligger 64 meter över havet. Arean är 1,71 kvadratkilometer och strandlinjen är 5,94 kilometer lång. Sjön  ingår i Temmesjokis huvudavrinningsområde.   I omgivningarna runt Suutarinjärvi växer i huvudsak blandskog.